# Le Jeune Maître Brown
Le Jeune Maître Brown (Young Goodman Brown) est une nouvelle fantastique de Nathaniel Hawthorne, publiée en 1835 dans le magazine littéraire The New-England Magazine. Elle est reprise en 1846 dans le recueil Mosses from an Old Manse. Tout comme dans son roman La Lettre écarlate, Hawthorne situe le récit de sa nouvelle dans la société puritaine de la Nouvelle-Angleterre du XVIIe siècle, dont il entend dénoncer l'hypocrisie morale. Sur un mode symbolique, le périple nocturne du jeune héros provoque chez lui une prise de conscience douloureuse qui se traduit par la perte de sa foi et de sa vertu.

## Résumé
Au crépuscule, dans la forêt entourant Salem, au Massachusetts, le jeune maître Brown, qui a laissé son épouse au foyer, chemine vers un lieu inconnu. Il ne tarde pas à croiser un homme plus âgé que lui, mais dont les vêtements et quelques traits physiques s'avèrent étrangement faire écho à sa propre ressemblance. L'inconnu, qui tient un bâton en forme de serpent noir, aborde le jeune héros d'un ton amical et, après deux rencontres dans les bois avec des notables du village, laisse entendre qu'il est le Diable. Brown, sidéré de découvrir que depuis longtemps des villageois aux mœurs irréprochables sont en fait de mèche avec le démon, accepte néanmoins de s'envoler, grâce au bâton magique du Malin, vers sa destination au cœur de la forêt. 
Pendant son déplacement par la voie des airs, Brown entend la voix de sa femme, Faith, entre les branches des arbres. Il l'appelle, mais elle ne lui répond pas.
Brown arrive bientôt à une clairière, où, à minuit, se trouvent assemblés tous les habitants de Salem. Cette nuit-là, tous participent à un sabbat de sorcières. Lors de la cérémonie satanique, dont le centre est un autel de pierres où s'élève un brasier, Brown et sa jeune épouse sont appelés à se convertir à la secte du démon. Ils sont les deux seuls villageois à ne pas s'être encore soumis aux rites sataniques de la forêt. Or, dans un dernier sursaut de sa foi chrétienne, Brown appelle le ciel à le sauvegarder et, parce qu'il a résisté ne serait-ce qu'un seul instant, toute la scène disparaît. 
De retour à son domicile de Salem, le lendemain matin, Maître Brown hésite à considérer les événements de la nuit précédente comme réels ou rêvés, mais comme sa foi religieuse et la confiance en la pureté morale de la communauté chrétienne où il vit sont profondément ébranlées, il devient hostile, amer et taciturne. Son amour pour sa femme s'éteint. Son respect envers les habitants de Salem se mue en cynisme. Les soupçons le rendent aigri, méfiant et soupçonneux à l'égard de tous ceux qui l'entourent. Et dans cette détresse morale et cette incapacité à aimer son prochain se révèle toute l'étendue de la victoire du Malin sur son âme.

## Thèmes et analyse
Le Jeune Maître Brown s'apparente à une allégorie de la conscience du mal et de la dépravation de la nature humaine. Hawthorne illustre combien une âme jeune, pure et heureuse, frappée par la désillusion des faux idéaux de la société puritaine, en vient à exprimer un dédain plus amer que le péché. Brown, quand il quitte son domicile du village, est parfaitement intégré dans une société dont il accepte les valeurs morales. Son cheminement initiatique dans la forêt lui en révèle les failles. À son retour, il est si profondément marqué par ce qu'il a appris, que toute quiétude morale est dorénavant impossible pour lui. Pour Hawthorne, Brown oublie que la foi relève avant tout d'une conviction et d'un cheminement spirituel personnels. Ici, le héros perd sa foi et dénigre ses principes moraux parce qu'il les avait observés par mimétisme dans un monde puritain qui s'affichait comme irréprochable alors qu'il n'était que faillible. Dès lors, il amorce une chute spirituelle accélérée par le doute de soi, la constatation de la dépravation d'un monde où s'imposent l'omniprésence et la toute-puissance du péché. Le dégoût et la haine supplantent ainsi la ferveur religieuse, l'espoir du rachat et la voie du salut.

## Réception
Alors que Hawthorne n'estime guère sa nouvelle, Herman Melville la considère, en dépit de sa brièveté, comme aussi « profonde que tout l'œuvre de Dante », et Henry James, comme un « magnifique petit récit ». Edgar Allan Poe voit dans cette nouvelle un « pur produit d'imagination intellectuelle ». Quant à Stephen King, il place Le Jeune Maître Brown parmi « l'une des dix meilleures nouvelles écrites par un Américain » et la meilleure de Nathaniel Hawthorne.

## Traduction en français
- « Le jeune maître Brown », dans Monsieur du miroir, traduction Pierre Leyris, José Corti, Collection romantique n° 36, 1992

## Adaptations

### Au cinéma
- 1972 : Young Goodman Brown, court métrage américain réalisé par Donald Fox, avec Mark Bramhall
- 1993 : Young Goodman Brown, film américain réalisé par Peter George, avec Tom Shell

### À la télévision
- 1959 : La Nuit de Tom Brown, téléfilm français de Claude Barma, avec Michel Piccoli, Jean-Marc Tennberg, Roger Carel et Jean-Pierre Cassel

### Adaptation radiophonique
- 2017 : Maître Brown fils, Fiction / Samedi noir - France Culture, adaptation d’Hélène Frappat, réalisation de Michel Sidoroff, d’après la traduction de Muriel Zagha[4]